# Кембриджская история древнего мира
«Кембриджская история древнего мира» (англ. The Cambridge Ancient History, сокр.: CAH) — самое крупное англоязычное справочное издание по древней истории; вышло в издательстве Кембриджского университета.
Представляет собой всестороннюю сумму современных знаний об основных аспектах исторического развития средиземноморского и ближневосточного регионов от доисторических времён до 602 года н. э. (в первоначальном варианте — до 324 г. н. э.).
Является одной из трёх основных «Кембриджских историй» (вместе с The Cambridge Modern History и The Cambridge Medieval History), представляющих собой британский вариант «всеобщей истории».

## О переводе названия
Название иногда переводят, в том числе в научных трудах, как «Кембриджская античная история» или «Кембриджская древняя история». Данные варианты являются не вполне корректными по двум причинам: во-первых, по своему смыслу они должны были бы означать историю Кембриджа и его окрестностей в древности; если сделать обратный перевод этих названий, должно получиться The Ancient History of Cambridge; во-вторых, слово «Ancient» в оригинальном названии имеет широкий смысл — оно относится к древней истории Средиземноморья и Ближнего Востока; однако русское слово «античность» (как и прилагательное «античный») имеет специальное значение и обычно применяется по отношению к Древней Греции и Древнему Риму, подчёркивая отличие их цивилизации от цивилизации Древнего Востока.

## Проект «всеобщих» «Кембриджских историй»

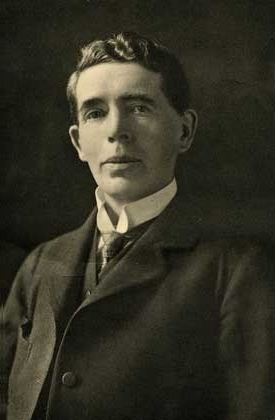
Джон Багнелл Бьюри, один из основоположников The Cambridge Ancient History

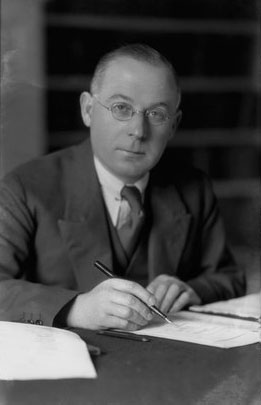
Сэр Фрэнк Эзра Эдкок, фото 1926 года

Проект по созданию всеобъемлющего труда, последовательно рассказывающего об историческом процессе от глубокой древности до современности, восходит к 1896 году, когда по приглашению Издательства Кембриджского университета лорд Актон, региус-профессор современной истории в Кембридже, разработал план издания The Cambridge Modern History («Кембриджская история современности»). Идея состояла в том, чтобы каждая глава писалась отдельным автором, специалистом в данной теме; при этом редакторы должны были следить за сохранением внутреннего единства издания, чтобы оно не превратилось в разрозненную коллекцию статей. Все ссылки и цитаты из источников должны были быть переведены на английский язык. «Кембриджская история современности» выходила между 1902 и 1912 годами. Лорд Актон умер ещё до появления первого тома. План издания «Кембриджской истории средневековья» был подготовлен Джоном Багнеллом Бьюри, последователем Актона. Эта серия томов выходила между 1911 и 1936 годами. Бьюри подготовил также и проект издания «Кембриджской истории древнего мира».
Эти три масштабные серии самим фактом своего существования окончательно закрепили доминирование трёхчастной периодизации в западной концепции исторического времени (Древний мир — Средние века — Новая (современная) история).

## Оригинальная (или «старая»)CAH

#### Общая информация
Первоначальный вариант «Кембриджской истории древнего мира» издавался в период между 1923 и 1939 годами. Изначально было запланировано 8 томов. Однако к третьему тому эта схема была сломана: то, что должно было быть томом III, стало томами III и IV. В итоге появилось 12 текстовых томов и 5 томов с иллюстрациями.
Дж. Бьюри, инициатор проекта, был редактором первых шести томов; С. Кук и Ф. Эдкок работали над всеми двенадцатью томами; М. Чарльсуорт — над томами с VII по XII, а Н. Бейнс был среди редакторов последнего, XII тома. Среди всех важнейшая роль принадлежала Эдкоку.
Авторами первых пяти томов были преимущественно британские учёные, но с VI тома международное участие стало более заметным. «Кембриджским» это предприятие было отнюдь не по составу участников, но по издательству, а также по принципам, заложенным ещё в «The Cambridge Modern History». Впрочем, редакторы CAH от этих правил сделали некоторые отступления. Так, в первых томах, посвящённых Востоку и Греции, принцип строгого издательского контроля над единообразием и согласованностью текста не был соблюдён до конца: в предисловии к I тому редакторы говорят о «наложениях» в некоторых темах, «где так много неясности», и прямо допускают, что авторы могут не соглашаться друг с другом.

#### Два издания первых двух томов «старой» версииCAH
Первые два тома оригинальной версии CAH (1923) были переизданы очень быстро: уже в 1924 году появилось их 2-е издание. Дело в том, что в это время произошло резкое расширение полевых археологических работ на Ближнем Востоке, что привело к значительному приросту нового материала. Все это заставило пересмотреть старые взгляды на древнейшую историю региона. Многие главы в двух первых томах безнадёжно устаревали на следующий день после своего выхода в свет. Впрочем, простое исправление первоначального текста не спасло ситуацию. Уже тогда было понятно, что первые два тома должны быть полностью переписаны.

#### Оценка «старой»CAH

Обложка IV тома «Кембриджской истории древнего мира», 1954 год

Большинство рецензентов высказались одобрительно относительно этого издания, хотя некоторые оценки носили очень критичный характер. Одна из главных претензий состояла в том, что труд не был рассчитан ни на обычного читателя, который легко мог запутаться в многочисленных необъяснённых деталях, ни на серьёзных исследователей и преподавателей, которые нуждались в большем количестве ссылок на источники и в большем количестве указаний на альтернативные гипотезы и трактовки событий.
Ещё одним недостатком, на который указывали рецензенты, была характерная для первого издания старомодная увлечённость политической и военной историей. Так, по мнению Р. Дж. Коллингвуда, CAH стала одним из классических воплощений взгляда на историю «как на сумму изолированных друг от друга событий, … где главы, а иногда даже параграфы пишутся разными авторами, на редактора же возлагается задача объединить плоды этого массового производства в единое целое».
Тем не менее многие главы «старой» CAH до сих пор не утратили своего научного значения и остаются в числе обязательных справочных пособий в соответствующих областях науки о древности. Это, например, в полной мере относится к главам и разделам глав, которые написаны М. И. Ростовцевым (в томах VII, VIII, IX и XI).

## Новый вариантCAH

#### Переработанное (или «промежуточное») издание I и II томовCAH
Как сказано выше, изданные в 1923 и переизданные в 1924 г. два первые тома устарели ещё до своего выхода в свет. Однако их переработанного издания (Revised Edition) пришлось ждать почти сорок лет. Когда наконец было принято решение о его выпуске, возникла другая проблема — редакторы не смогли получить от всех авторов, участвовавших в проекте, рукописи в одно установленное время. В 1958 г. возникла даже опасность того, что издательство вообще откажется от плана по подготовке нового издания. Лишь решительное вмешательство сэра Денниса Пейджа, крупного антиковеда, кембриджского профессора, который тогда занимал пост синдика Издательства Кембриджского университета, спасло проект (хотя научные интересы самого Пейджа были очень далеки от тематики первых двух томов). Переработанное издание первых двух томов выходило с 1961 по 1971 год в виде отдельных выпусков (fascicles; всего — 71).
Исправлять старый вариант не имело смысла, поэтому был написан принципиально новый текст. Бо́льшая часть работ, включённых теперь в библиографию, были «новыми», то есть опубликованными после 1923 года. При этом не проводилось никакого сознательного урезания в отношении более ранней библиографии. Данное обстоятельство наглядно показывает, какой огромный труд был проделан историками древнего Ближнего Востока в период между началом 1920-х годов и началом 1960-х годов.

#### Третье издание I—II томовCAH
Между 1970 и 1975 годами отдельные выпуски переработанного издания первых двух томов были сведены вместе, доработаны и вышли 3-м изданием в виде четырёх полутомов (том I, часть 1: «Пролегомены (общее введение) и доисторическая эпоха» и часть 2: «Ранняя история Ближнего и Среднего Востока»; том II, часть 1: «Ближний и Средний Восток и Эгейский регион. Ок. 1800—1380 гг. до н. э.» и часть 2: «Ближний и Средний Восток и Эгейский регион. Ок. 1380—1000 гг. до н. э.»).

#### Новое издание остальной частиCAH(тома III—XIV)
После этого возникла пауза, за время которой была проведена ревизия структуры CAH. Выпуск остальной части CAH начался в 1982 году. Вся серия завершена в 2005 году (речь идёт только об основных, текстуальных томах; выпуск томов с иллюстрациями не завершён до сих пор). Материал переработан и расширен хронологически и тематически.
По причине резко возросшего исследовательского интереса к поздней античности новое издание заканчивается не 324 годом (установлением единовластия Константина), а 602 годом (смертью императора Маврикия в результате т. н. «Переворота Фоки»). Тем самым CAH перестала хронологически стыковаться с «Кембриджской историей средневековья» и с 12 томов выросла до 14, состоящих при этом из 19 книг объёмом около тысячи страниц каждая (два первых тома, как сказано, делятся на четыре полутома, а третий том состоит из трёх частей).
Материал расширился и тематически. CAH обращается не только к событийной истории, но к гораздо более широкому спектру проблем: археологические культуры, язык и письменность, искусства, менталитет, религиозные, философские и политические идеи, военная организация, колонизация как особый феномен, социальные отношения, право, система государственного управления, монетное дело, экономика и др. В каждом томе отражено актуальное (на момент написания) исследовательское состояние проблемы и содержатся ссылки на источники и главные работы по теме.
Каждая глава, как и во всех других «Кембриджских историях», написана отдельным автором. Авторский коллектив является интернациональным. Интересно, что число авторов из Оксфордского университета превосходит число авторов из Кембриджского университета, на что без всякого удовлетворения обращают внимание рецензенты из Оксфорда.
В отличие от «Новой Кембриджской истории современности» и «Новой Кембриджской истории средневековья», CAH не поставила перед своим официальным названием определения «New», «Новая».

## Иллюстрации к отдельным томам
Текст «Кембриджской история древнего мира» снабжён достаточно большим количеством чёрно-белых рисунков (figures). Кроме этого, в качестве дополнения к основным томам были изданы отдельные тома иллюстраций (Volumes of plates), значительная часть которых представляет собой фотографии. Иллюстрации сопровождаются более или менее подробными пояснениями и комментариями.

## Состав нынешнейCAH
По состоянию на конец 2024 года.

### Основная часть
| Англоязычное издание | Русскоязычное издание                                                                     |
| --- | ----------------------------------------------------------------------------------------- |
| Vol. I. Part 1. Prolegomena and Prehistory. 1970. (3-е изд.).                                                                                         |                                                                                           |
| Vol. I. Part 2. Early History of the Middle East. 1971. (3-е изд.).                                                                                   |                                                                                           |
| Vol. II. Part 1. The Middle East and the Aegean Region. c.1800-1380 BC. 1973. (3-е изд.).                                                             | Том II, часть 1: История Ближнего Востока и Эгейского региона. Ок. 1800–1380 гг. до н. э. |
| Vol. II. Part 2. The Middle East and the Aegean Region. c.1380-1000 BC. 1975. (3-е изд.).                                                             |                                                                                           |
| Vol. III. Part 1. The Prehistory of the Balkans, the Middle East and the Aegean World. Tenth to Eighth Centuries BC. 1982. (2-е изд.).                |                                                                                           |
| Vol. III. Part 2. The Assyrian and Babylonian Empires and Other States of the Near East. From the Eighth to the Sixth Centuries BC. 1992. (2-е изд.). |                                                                                           |
| Vol. III. Part 3. The Expansion of the Greek World. Eighth to Sixth Centuries BC. 1982. (2-е изд.).                                                   | Том III, часть 3: Расширение греческого мира. VIII–VI века до н. э.                       |
| Vol. IV. Persia, Greece and the Western Mediterranean. c. 525 to 479 BC. 1988. (2-е изд.).                                                            | Том IV: Персия, Греция и Западное Средиземноморье ок. 525–479 гг. до н. э.                |
| Vol. V. The Fifth Century BC. 1992. (2-е изд.). | Том V: Пятый век до нашей эры                                                             |
| Vol. VI. The Fourth Century BC. 1994. (2-е изд.). | Том VI: Четвёртый век до нашей эры                                                        |
| Vol. VII. Part 1. The Hellenistic World. 1984. (2-е изд.).                                                                                            | Том VII, часть 1: Эллинистический мир                                                     |
| Vol. VII. Part 2. The Rise of Rome to 220 BC. 1990. (2-е изд.).                                                                                       | Том VII, часть 2: Возвышение Рима от основания до 220 года до н. э.                       |
| Vol. VIII. Rome and the Mediterranean to 133 BC. 1989. (2-е изд.).                                                                                    | Том VIII: Рим и Средиземноморье до 133 года до н. э.                                      |
| Vol. IX. The Last Age of the Roman Republic. 146-43 BC. 1994. (2-е изд.).                                                                             | Том IX: Последний век Римской Республики. 146–43 гг. до н. э.                             |
| Vol. X. The Augustan Empire. 43 BC-AD 69. 1996. (2-е изд.).                                                                                           | Том X: Империя Августа. 43 г. до н. э. – 69 г. н. э.                                      |
| Vol. XI. The High Empire. AD 70-192. 2000. (2-е изд.).                                                                                                | Том XI: Расцвет империи. 70–192 гг. н.э.                                                  |
| Vol. XII. The Crisis of Empire. AD 193—337. 2005. (2-е изд.).                                                                                         | Том XII: Кризис империи. 193–337 гг.                                                      |
| Vol. XIII. The Late Empire. AD 337—425. 1997. |                                                                                           |
| Vol. XIV. Late Antiquity: Empire and Successors. AD 425—600. 2000.                                                                                    |                                                                                           |

### Тома с иллюстрациями
- Plates to Vols. I and II. 1977. (2-е изд.).
- Plates to Vol. III. 1984. (2-е изд.).
- Plates to Vol. IV. 1988. (2-е изд.).
- Plates to Vols. V and VI. 1995. (2-е изд.).
- Plates to Vol. VII.1. 1984. (2-е изд.).
- Plates to Volumes VII, Part 2 and VIII. 2013. (2-е изд.).

## Русский переводCAH
Проект по изданию русского перевода «The Cambridge Ancient History» (тома второго и третьего издания) осуществляет московское издательство «Ладомир». Пока из всей большой серии появился перевод следующих томов (по состоянию на октябрь 2024 года):
- Том II, часть 1: История Ближнего Востока и Эгейского региона. Ок. 1800—1380 гг. до н. э. / Под редакцией И.-А.-С. Эдвардса, С.-Дж. Гэдда, Н.-Дж.-Л. Хэммонда, Э. Сольберже: Пер. с англ., подготовка текста, предисловие и примечания А. В. Зайкова. — М.: Научно-издательский центр «Ладомир», 2020. — 944 с. — ISBN 978-5-86218-564-5.
- Том III, часть 3: Расширение греческого мира. VIII—VI века до н. э. Под ред. Дж. Бордмэна и Н.-Дж.-Л. Хэммонда. Пер. с англ., подготовка текста, предисловие и примечания А. В. Зайкова. — М.: Ладомир, 2007. — 653 с. — ISBN 978-5-86218-467-9.
  - Второе издание, исправленное и дополненное. — М.: Ладомир, 2015. — ISBN 978-5-86218-527-0.
- Том IV: Персия, Греция и Западное Средиземноморье ок. 525—479 гг. до н. э. Под ред. Дж. Бордмэна, Н.-Дж.-Л. Хэммонда, Д.-М. Льюиса, М. Оствальда. Пер. с англ., подготовка текста, заметка и примечания А. В. Зайкова. — М.: Ладомир, 2011. — 1112 с. — ISBN 978-5-86218-496-9.
- Том V: Пятый век до нашей эры. Под ред. Д.-М. Льюиса, Дж. Бордмэна, Дж.-К. Дэвиса, М. Оствальда. Перевод, научное редактирование, подбор дополнительных иллюстраций, заметка и примечания А. В. Зайкова. — М.: Ладомир, 2014. — 788 с. — ISBN 978-5-86218-519-5.
- Том VI: Четвёртый век до нашей эры: в 2-х полутомах / Под ред. Д.-М. Льюиса, Дж. Бордмэна, С. Хорнблоуэра, М. Оствальда; перев. с англ., подготов. текста, предисловие, примечания А. В. Зайкова. — М.: Ладомир, 2017. — 1344 с. — ISBN 978-5-86218-544-7 (Первый полутом: с. 1—624 с., ISBN 978-5-86218-545-4; Второй полутом с. 625—1344, ISBN 978-5-86218-542-3)
- Том VII, часть 1: Эллинистический мир / Под ред. Ф.-У. Уолбэнка, А.-Э. Астина, М.-У.Фредериксена, Р.-М. Огилви. Перевод, научное редактирование, подбор дополнительных иллюстраций, заметка и примечания А. В. Зайкова. — М.: Ладомир, 2023. — 766 с. — ISBN 978-5-86218-645-1
- Том VII, часть 2: Возвышение Рима от основания до 220 года до н. э. / Под ред. Ф.-У. Уолбэнк, А.-Э. Астин, М.-У.Фредериксен, Р.-М. Огилви, Э. Драммонд. Перевод, подготовка текста, заметка и примечания В. А. Гончарова. — М.: Ладомир, 2015. — 968 с. — ISBN 978-5-86218-531-7, ISBN 978-5-94451-053-2.
- Том VIII: Рим и Средиземноморье до 133 года до н. э. / Под ред. Ф.-У. Уолбэнк, А.-Э. Астин, М.-У.Фредериксен, Р.-М. Огилви, Э. Драммонд. Перевод, подготовка текста, заметка и примечания В. А. Гончарова. — М.: Ладомир, 2018. — 760 с. — ISBN 978-5-86218-561-4.
- Том IX: Последний век Римской Республики, 146—43 гг. до н. э.: в 2-х полутомах. — М.: Ладомир, 2020. — 1180 с. — ISBN 978-5-86218-587-4.
- Том X: Империя Августа 43 г. до н. э. — 69 г. н. э.: в 2-х полутомах / Под ред. А.-К. Боумана, Э. Чэмплина, Э. Линтотта; пер. с англ. О. В. Любимовой и С. Э. Таривердиевой. — М.: Ладомир, 2017. — 1440 с. (первый полутом: с. 1—740; второй полутом: с. 741—1440). — ISBN 978-5-86218-551-5.
- Том XI: Том XI. Расцвет империи, 70–192 гг. н.э.: в 2-х полутомах / Под ред. А.-К. Боумана, А. Камерона, А. Гарнси; пер. с англ., подготовка текста, предисловие и примечания А. В. Зайкова. — М.: Ладомир, 2024. — 1468 с. (первый полутом: с. 1—792; второй полутом: с. 793—1468). — ISBN 978-5-86218-668-0.
- Том XII: Кризис империи 193—337 гг.: в 2-х полутомах / Под ред. А.-К. Боумана, П. Гарнси, Д. Рэтбона; пер. с англ., подготовка текста, предисловие и примечания А. В. Зайкова. — М.: Ладомир, 2021. — 1200 с. (первый полутом: с. 1—616; второй полутом: с. 617—1200) + вкладыш.